# Ваксмут, Курт
Курт Ваксмут (нем. Curt Wachsmuth; 1837—1905) — немецкий археолог и филолог-классик.

## Биография
Родился 27 апреля 1837 года в Наумбурге в семье судьи Юлиуса Ваксмута (1803–1877).
С 1856 года учился в университетах Йены и Бонна. Осенью 1860 года он отправился в Италию по стипендии для археологических путешествий.
В 1861 году был секретарём-переводчиком в прусском посольстве в Афинах. В 1862 году получил в Боннском университете степень доктора классической филологии и древней истории.
Был профессором классической филологии и древней истории в разных университетах: Марбургского (с 1864; в 1868 году был ректором), Гёттингенского (с 1869), Гейдельбергского (с 1877).
С 1886 года Ваксмут преподавал в Лейпциге, где занял кафедру античной истории и классической филологии, сменив Людвига Ланге. Он также возглавлял историко-филологический семинар Лейпцигского университета. Его преемником на кафедре древней истории в 1906 году стал Ульрих Вилькен. Ваксмут был также ректором Лейпцигского университета в 1897/1898 году. 
Был членом многих академий наук: Баварской, Прусской, Саксонской, Гёттингенской.
Умер 8 июня 1905 года в Лейпциге.